# آنا أنفيغورد
آنا أنفيغورد (مواليد 10 مايو 1997) هي لاعبة كرة قدم سويدية تلعب في مركز المهاجم في نادي روسينجورد.

## روابط خارجية
- آنا أنفيغورد على موقع الاتحاد الدولي (مؤرشف)  (الإنجليزية)
- آنا أنفيغورد على موقع الاتحاد الأوربي (الإنجليزية)
- آنا أنفيغورد على موقع اتحاد السويد (السويدية)
- آنا أنفيغورد على موقع قاعدة بيانات كرة القدم.إي يو (الإنجليزية)
- آنا أنفيغورد على موقع Soccerway.com (الإنجليزية)
- آنا أنفيغورد على موقع عالم كرة القدم.نت (الإنجليزية)
- آنا أنفيغورد على موقع أوليمبيديا (الإنجليزية)
- آنا أنفيغورد على موقع اللجنة الأولمبية السويدية (السويدية)